# مات بلوم
ماثيو جيسون «مات» بلوم (بالإنجليزية: Matt Bloom)‏ مصارع أمريكي ولد في 14 نوفمبر 1972 مشارك في دبليو دبليو أي باسم تنساي وكان يعرف قديما باسم البيرت ذا تارين ولكن سافر إلى اليابان وغير اسمه إلى تنساي وشارك مع برودس كلاي وكونوا فريق أطنان من المرح .
وعند عودته إلى دبليو دبليو إي كان يشارك كمصارع فردي ويقف إلى جانبه مدير أعماله الشخصي ساكاموتو.

## المصارعة الحرة الترفيهية 1999 - 2004
أول ظهور لمات بلوم كان في 1999 باسم «برنس البرت» وكان مساعدا للمصارع بيج بوسمان ولكن لم تدوم شراكتهم وفي بدايات العام 2000 كون البرت فريقا مع تيست وكانت ابرز عدواتهم مع تو كول وراكيشي وجيف ومات هاردي وحققا حزام التاج تيم ثلاث مرات وفي 2001 انقلب البرت على تيست وقام بخيانته في مباراة فرق وتسبب بخسارة الحزام لصالح فريق APA وفاز البرت بحزام القارات امام كين في عرض RAW MAY 2001 ولكن خسر الحزام لصالح ايدج وغاب البرت لشهور وعاد في اواخر العام 2001 وكون فريقا اخر مع سكوت تايلر المعروف باسم
سكوتي تو هوتي واصبح مصارع محبوبا ولكن لم يحقق أي شي وفي منتصف العام 2002 انتقل البرت لعرض SMACKDOWN في الحدث السنوي WWE DRAFT وكانت له عداوة امام راكيشي الذي هزمه في REBLLION 2002 في ديسمبر وفي عام 2003 قام بتغير اسمه إلى A-TRIAN وكانت عدواته مع كريس بنوا ولكن خسر منه في كل اللقاءات الذي خاضها أي ترين امام بنوا وفي عام 2004 انتقل أي ترين إلى RAW في حلقة 22 مارس 2004 ولكن لم يظهر الا مرة واحدة في عرض RAW وكان في 7 يونيو 2004 امام كريس جيركو ولكن خسر اللقاء بالاستسلام وفي ديسمبر 2004 الغت الدبليو دبليو أي عقدها مع البرت بس اهماله الكبير في الحضور
إلى الشركة

## الانتقال إلى اليابان 2005 - 2010
سافر مات بلوم إلى اليابان ووقع إلى اتحاد NPJW الياباني في أغسطس 2005 وغير اسمه إلى لورد تنساي وحقق حزام NPJW اربع مرات في اعوام 2006 - 2007 - 2008 وحزام الفرق في 2008 وفي 2010 فسخ مات بلوم تعاقده مع الاتحاد

## العودة إلى الدبليو دبليو أي 2012 - 2014
اعلنت WWE في 22 مارس 2012 عن التوقيع مع مصارع ورفضت ان تعلن عنه وقالت انه «مفاجاة» وظهر لأول مرة بعد راسلمانيا في RAW أبريل 2012 وواجه المصارع الشاب اليكس رايلي واستطاع الفوز عليه وعرفت الجماهير انه المصارع القديم البرت واي ترين. واستمر تنساي بتحقيق سلسلة انتصارات متتالية على مصارعين امثال تايسون كيد ويوشي تاتسو وار تروث واستطاع التغلب على جون سينا في عرض Raw 16 ابريل 2012 وانتصر على سي ام بانك في مباراة هانيدكاب مع دانيال براين . وفي 4 يونيو تلقى تينساي خسارته الاولى امام جون سينا في مباراة قتال شوارع ليتلقى خسارته الثانية امام تايسون كيد الذي استطاع هزيمته خلال 8 ثواني فقط ليدخل تنساي في سلسلة هزائم .وفي فبراير 2013 كون تنساي مع برودس كلاي فريق tons of funk "اطنان المرح" استمر الفريق في المنافسات الثنائية وخاض عدة نزالات منافسة على لقب الفرق لم ينجح بتحقيقه وفي نوفمبر 2013 انقلب برودس على تنساي ودخلا في عدواة قصيرة انتهت بانتصار الاخير في ديسمبر 2013 وفي 19 يناير 2014 اعلن عن تسريح تنساي من دبليو دبليو اي. وفي نفس العام 7 اغسطس 2014 عاد تنساي للشركة مجددا ولكن كمنتج نزالات ومسؤول في قسم المواهب Nxt.

## اعتزاله
في عام 2014 اعتزل .

## روابط خارجية
- مات بلوم على موقع IMDb (الإنجليزية)
- مات بلوم على موقع قاعدة بيانات الفيلم (الإنجليزية)
- مات بلوم على موقع دبليو دبليو إي (الإنجليزية)
- مات بلوم على موقع WrestlingData.com (الإنجليزية)
- مات بلوم على موقع CageMatch worker (الإنجليزية)
- مات بلوم على موقع قاعدة بيانات المصارعة على الإنترنت (الإنجليزية)
- مات بلوم على موقع عالم المصارعة على الإنترنت (الإنجليزية)
- مات بلوم على موقع عالم المصارعة على الإنترنت (الإنجليزية)